# 鶴の舞橋
鶴の舞橋（つるのまいはし）は、青森県北津軽郡鶴田町に存在する木造の人道橋。全長は300メートルあり、三連太鼓橋の木橋としては日本最長とされる。「津軽富士見湖」とも呼ばれる農業用ため池廻堰大溜池（まわりぜきおおためいけ）に架けられている。1991年に着工し、1994年7月8日に開通した。国・県の補助2億6000万円を投じて造られた。

## デザイン

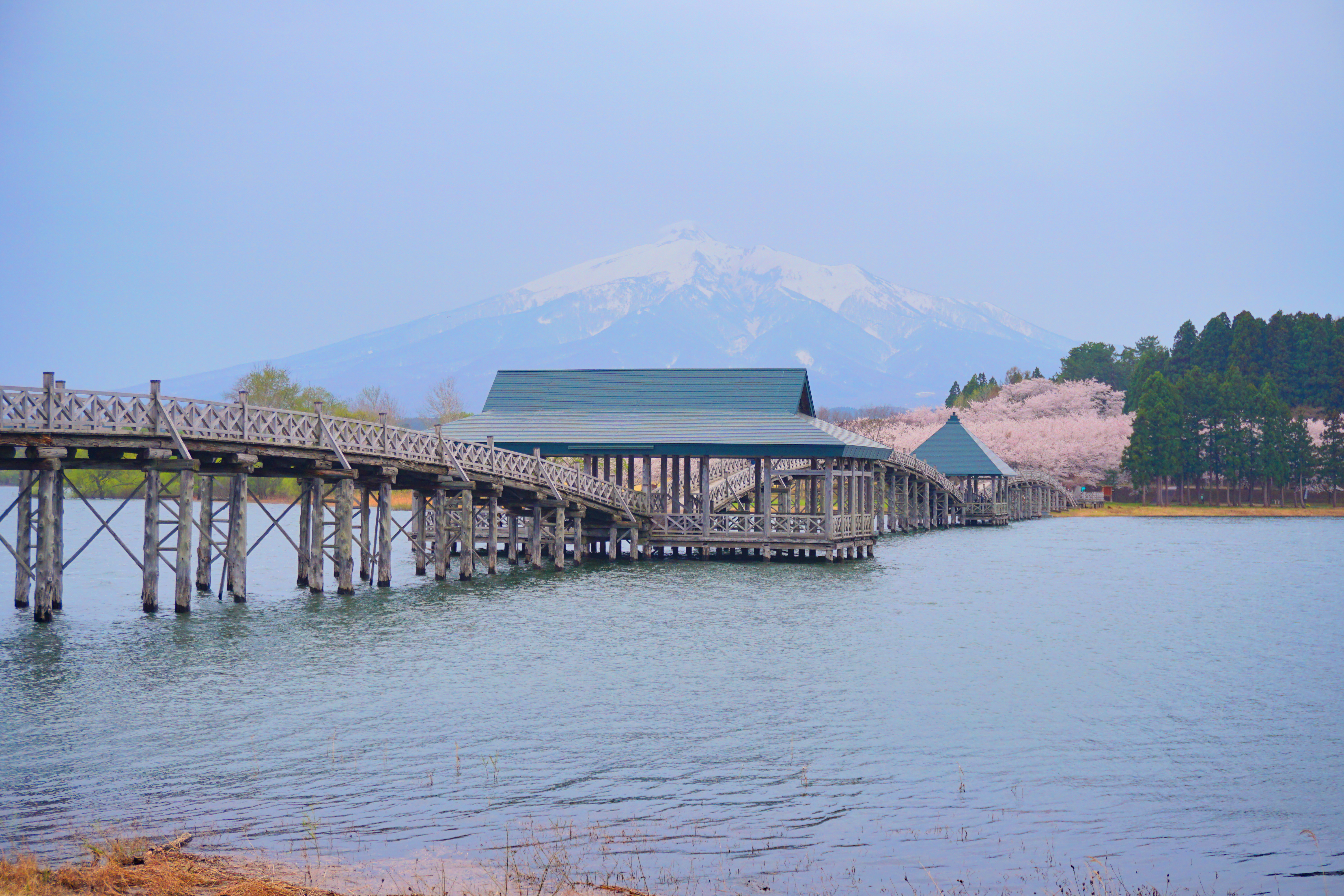
春に撮影された鶴の舞橋

廻堰大溜池は、津軽富士とも呼ばれる岩木山を仰ぎ見る場所にある。鶴の舞橋は、自然環境や景観に最も融和するよう「周囲の山並みの連なり」を感じさせ、また「鶴が羽ばたくイメージ」を抱かせるよう設計されている。高欄の柱頭には、鶴の絵を装飾した銅板が用いられ、更に高欄に設置された110基の照明器具は、ライトで蛍が飛び交う光景をイメージさせ、優雅な木造橋を夜の湖面に映し出すようデザインされている。

## 構造
使用材料は橋脚を含め全て青森県産のヒバで、総材は700平方メートルに及ぶ。橋脚は700本あり、直径30 - 35センチメートル・樹齢150年以上親柱には直径60センチメートル・樹齢400年以上のヒバ材が使われている。橋脚の中心間隔は5メートルで、100メートル単位のアーチ状の太鼓橋三連により形成されている。

## 橋の名称
末長く多くの人々に親しまれるようにという目的で県内公募の中から「鶴の舞橋」と名付けられた。

## 改修工事
架橋から30年近くが経過して老朽化が進んだため、令和5年度 - 7年度（2023年度 - 2025年度）にかけて改修工事が実施されている（2026年3月完工予定）。第2期工事期間にあたる2024年9月から2025年3月まで通行止めになっていたが、2025年4月1日から通行が再開された。
工事で出る廃材を食器などに加工するアップサイクルを進めており、舞橋とのだじゃれでマイ箸もある。